# Ivan Nepomuk Drašković
Ivan Nepomuk Drašković (Zagreb, 17. rujna 1805. – Zagreb, 14. siječnja 1856.), bio je svećenik, plemić u Božjakovini i dobrotvor.

## Životopis
Ivan Nepomuk Drašković rodio se je u Zagrebu 1805. godine. Otac mu je bio grof Juraj V. Drašković (1773. – 1849.), a majka barunica Ana Orczy (? - 1830.). Stric mu je bio hrvatski narodni preporoditelj i političar grof Janko Drašković (1770. – 1856.). Ivan Nepomuk Drašković u Zagrebu počeo je školovanje, a bogosloviju počeo je učiti u Pešti. Nakon što je završio bogosloviju u Pešti, ostrogonski nadbiskup imenovao ga je knjižničarom u Trnavi, a potom župnikom u Gürtu u Ugarskoj. Zbog slaboga zdravlja prestao je biti župnikom i povukao se je na imanje Božjakovinu. U Brckovljanima osnovao je pučku školu za koju je stvorio i zakladu darujući oporučno 5.000 forinta. Godine 1855. zbog bolesti preselio se je u Zagreb, gdje je umro 1856. godine. Pokopan je na groblju u Brckovljanima.
Oporučno ostavio je 45.000 forinta za različne dobrotvorne ustanove (zagrebačka ubožnica, Samostan sestara milosrdnica, gradnja bolnice u Zagrebu i ine), od toga Matici ilirskoj ostavio je za izdavanje "dobrih i koristnih knjiga" 10.000 forinti iz čega se je od 1869. godine dodjeljivala Nagrada iz zaklade Ivana N. grofa Draškovića.